# Blå putsarfisk
Blå putsarfisk (Labroides dimidiatus) är en fiskart som först beskrevs av Valenciennes 1839.  Blå putsarfisk ingår i släktet Labroides och familjen läppfiskar. Inga underarter finns listade.
De största exemplaren hittades nära Nya Kaledonien med en längd av 22 cm. Ungarna har en blå strimma från nosen till stjärtfenan och är annars svarta. Vuxna individer är huvudsakligen ljusblåa och de har en svart strimma från nosen till svansen. Strimman är på huvudet smal och den blir sedan bredare. Vuxna hannar och honor har samma utseende.
Arten förekommer i havet nära kustlinjerna i Indiska oceanen samt fram till centra Stilla havet (Tuamotuöarna). Den når norrut till Honshu (Japan) och Sydkorea samt söderut till Perth och Sydney i Australien. Blå putsarfisk dyker till 40 meters djup. Den vistas vid korallrev och klippor.
En hanne och flera honor bildar ett stim. Arten äter små kräftdjur som lever som parasiter på andra fiskar samt av slem. Individerna är aktiva på dagen. Äggläggningen sker i norra delen av Stilla havet mellan maj och september och i andra regioner även under andra månader. Kring Japan kläcks äggen efter ungefär 30 dagar och larverna är vid tidpunkten cirka 1,8 mm långa. I centrala Stilla havet blir individerna könsmogna när de är cirka 6 cm långa. Blå putsarfisk kan leva fyra år under goda förhållanden. Vid Stora barriärrevet dör nästan hälften av ungarna under det första levnadsåret.
Några exemplar fångas och hölls som akvariedjur. Korallrev som försvinner kan påverka beståndet negativ. Populationens minskning anses vara moderat. IUCN kategoriserar arten globalt som livskraftig.

## Bildgalleri

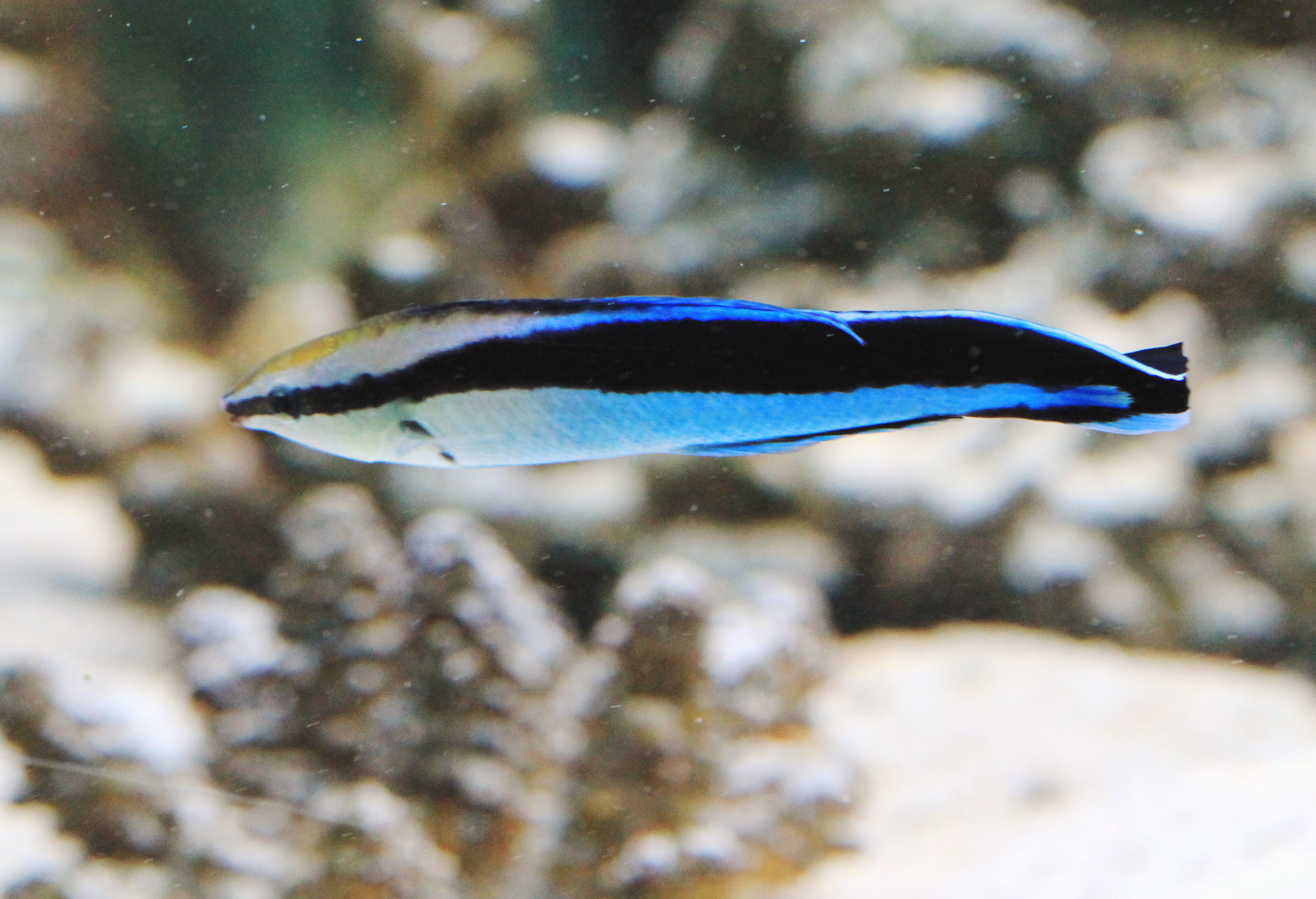
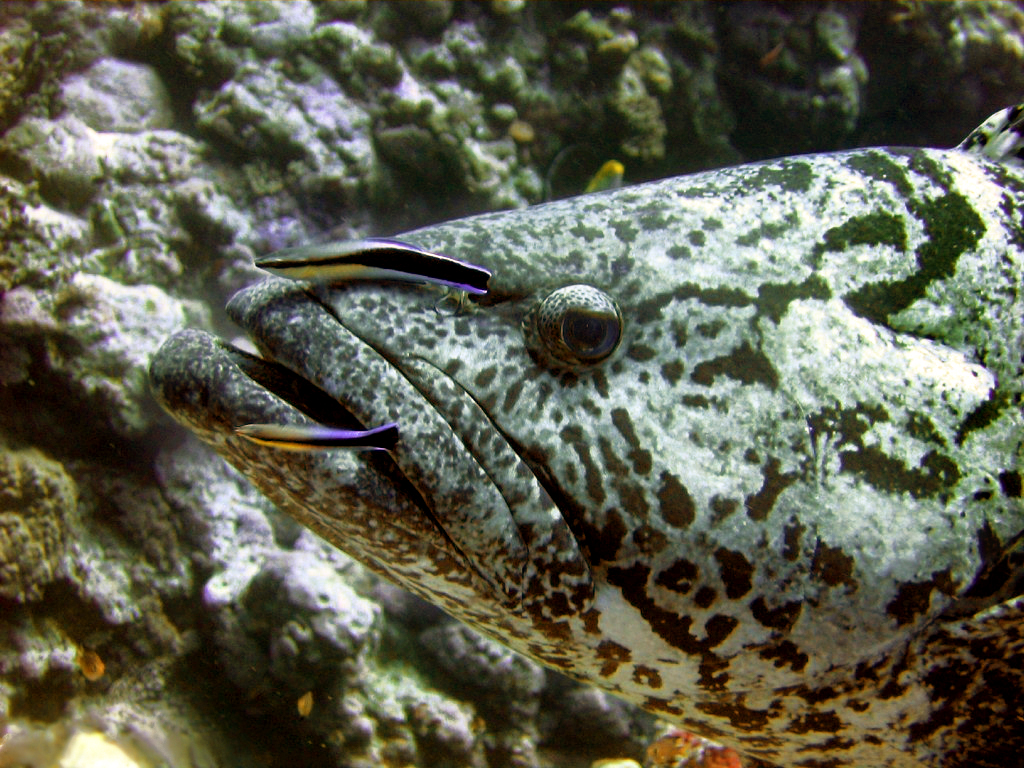
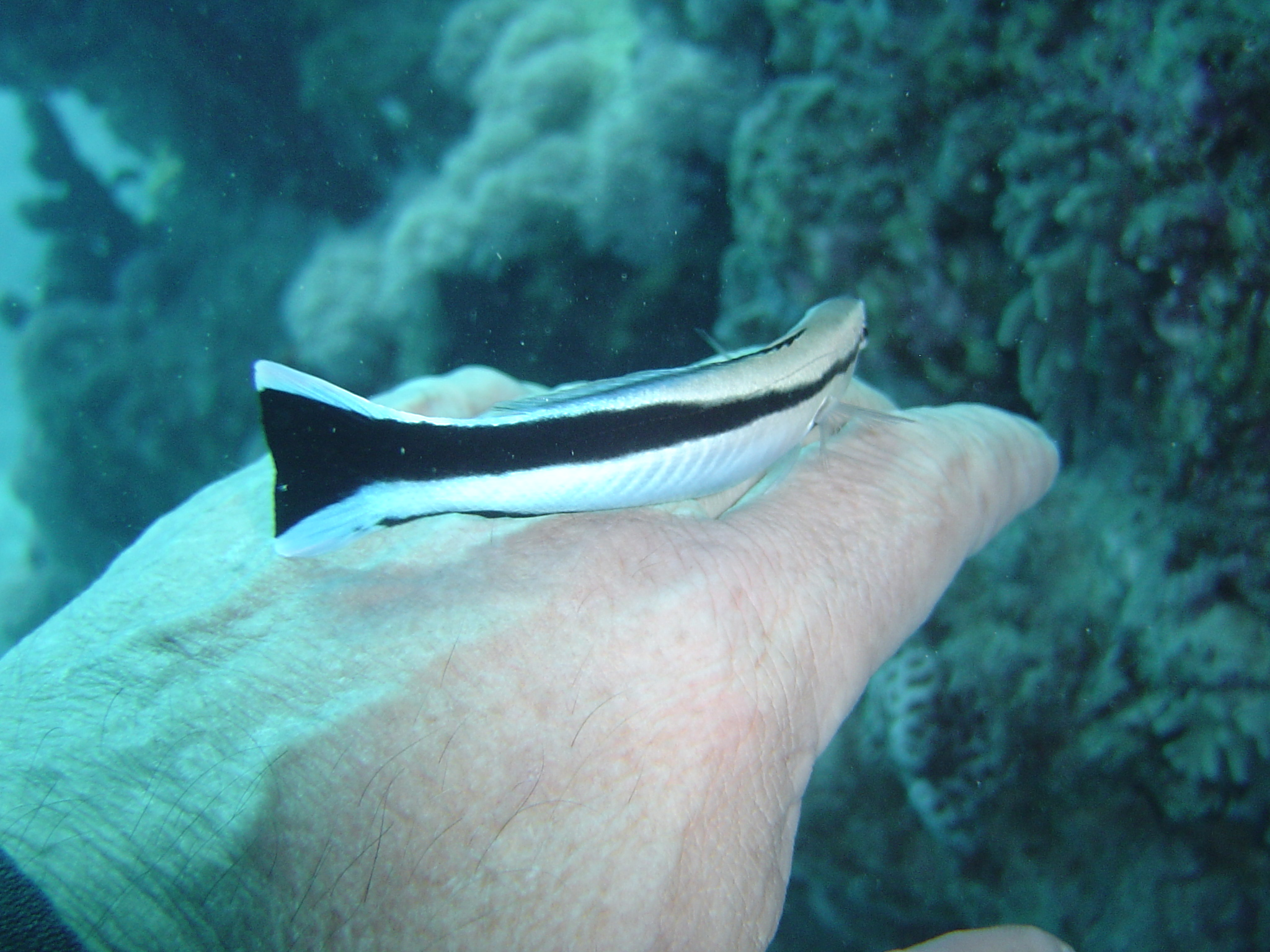
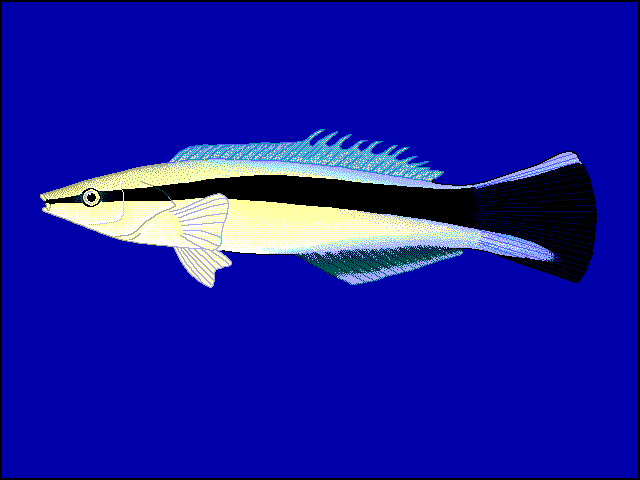
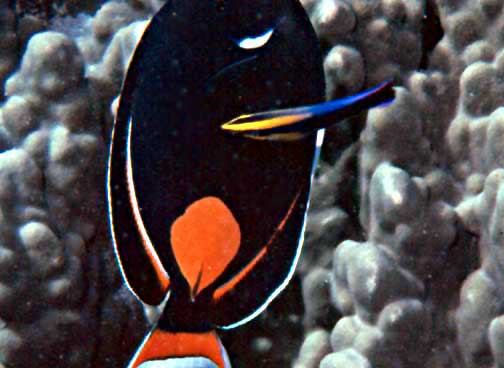
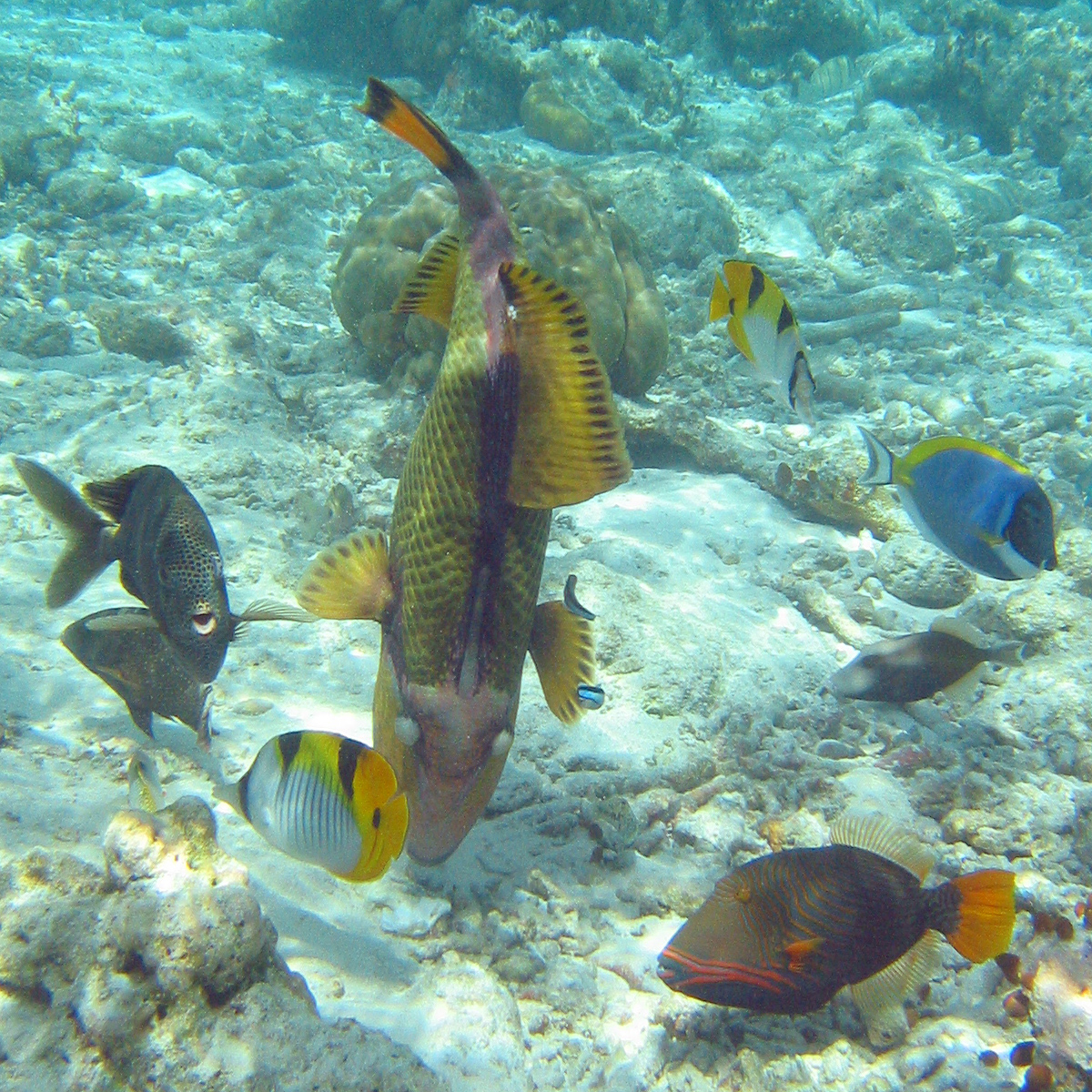